# Prophetenmord
Der Prophetenmord ist ein Topos des Alten Testaments, der die Tötung von Propheten zum Gegenstand hat. Die Schilderungen dienten im Judentum selbstkritisch zur abschreckenden Darstellung der Folgen des eigenen Mangels an Gottesfurcht, wurden dann aber als judenfeindliches Stereotyp vom Antijudaismus im Neuen Testament und im Koran aufgegriffen und genutzt.

## Judentum
Zur ursprünglich selbstkritischen Tradition im jüdischen Schrifttum siehe als Hauptartikel Abschnitt Prophetenmorde im Artikel Prophetie im Tanach.

## Christentum
Juden-  bzw. Urchristen zogen die ihnen bekannte alttestamentliche Tradition zur Deutung des Leidens und Sterbens Jesu (Lk 13,34f. ; 1 Thess 2,14ff. ; Mk 12,1–9 ; Mt 23,29–36 ), aber auch ihrer eigenen Verfolgung heran (Lk 6,22f. ; 11,47–51 ; Hebr 11,32–38 ). Eng verwandt ist das Stereotyp vom Christusmord. Im Zuge des jüdisch-christlichen Dialogs nach 1945 rückten die Kirchen von solchen Auslegungen ab.

## Islam
Der Koran knüpft in Sure 5, Vers 70 an diese biblische Tradition an. Zwar wurde nach der Überlieferung im Koran der dort als Prophet Isa ibn Maryam bezeichnete Jesus nicht von den Juden getötet, doch steht die Darstellung der jüdischen Ablehnung Jesu dem Stereotyp des Prophetenmordes bzw. Gottesmordes nahe.